# 直立委陵菜
直立委陵菜（学名：Potentilla recta）为蔷薇科委陵菜属的植物。分布在俄罗斯中亚地区、欧洲经小亚细亚地区以及中国大陆的新疆等地，生长于海拔1,000米至1,200米的地区，一般生长在旱山坡或河谷，目前尚未由人工引种栽培。